# Gérard Vincent (écrivain)
Pour les articles homonymes, voir Gérard Vincent et Vincent.
Gérard Vincent, né à Neuilly-sur-Seine le 29 juillet 1922 et mort le 8 juillet 2013 à Paris, est un sociologue, historien de l'époque contemporaine, écrivain et artiste français.

## Biographie

### Jeunesse et études
Gérard Vincent effectue ses études secondaires au lycée Carnot. Il étudie ensuite à l'université de Paris et obtient une licence d'histoire. Il est reçu à l'agrégation d'histoire.

### Parcours professoral
Après avoir été reçu à l'agrégation, Gérard Vincent enseigne pendant dix-sept ans en lycée. Il est d'abord affecté dans un lycée à la Martinique, puis dans l'Oise, et enfin au lycée Henri-IV.
Il rejoint l'Institut d'études politiques de Paris en 1947, lorsqu'il est recruté par Jacques Chapsal. Il devient maître de conférences en histoire. En 1962, il devient professeur assistant. En 1967, il obtient de dispenser un cours magistral. Vincent enseigne à l'IEP jusqu'en 1987, pendant presque quarante ans. Il a aussi donné des cours aux États-Unis, et notamment à la New York University, à la State University of New York et au Middlebury College,.
Sociologue et spécialiste de la société française du XXe siècle, il a publié, outre des polycopiés pour ses étudiants, une douzaine d'ouvrages et animé, à Sciences Po, de nombreux séminaires ouverts à des publics élargis (dont plusieurs sur le thème « Peinture et Société »).

### Parcours artistique
En tant qu'artiste, il a peint – notamment des portraits, mais aussi des nus, des paysages ou des toiles abstraites – et sculpté pendant plus de cinq décennies, de 1953 et 2004, mais il a peu exposé avant de prendre sa retraite universitaire. Son œuvre peut être caractérisée d'expressionniste.

## Publications
- Les Professeurs du second degré – Contribution à l'étude du corps enseignant, Cahiers de la Fondation nationale des sciences politiques, Armand Colin, 1967  (ISBN 978-2-7246-0204-3)
- Les Lycéens – Contribution à l'étude du milieu scolaire (avec la contribution de Bernadette Durand), Cahiers de la Fondation nationale des sciences politiques, Armand Colin, 1971 (ISBN 978-2-7246-8484-1)[10]
- Le Peuple lycéen, enquête sur les élèves de l'enseignement secondaire, collection Témoins, Gallimard, 1974  (ISBN 978-2-07-028912-7)[11]
- Les Français 1945-1975 – Chronologie et structures d'une société, Masson, 1977  (ISBN 978-2-225-82120-2)
- Les Jeux français – Essai sur la société moderne - Le spectateur, Fayard, 1978  (ISBN 978-2-213-00522-5)[6],[4]
- Les Français 1976-1979 – Chronologie et structures d'une société, Masson, 1980  (ISBN 978-2-4024-4111-7)
- D'Ambition à Zizanie – Lexique illustré de la France contemporaine, illustrations de Tim, Presses de la Fondation nationale des sciences politiques, 1983  (ISBN 978-2-7246-0486-3)[6]
- Sciences~Po, histoire d’une réussite, Orban, 1987  (ISBN 978-2-8556-5387-7)[12]
- Philippe Ariès et Georges Duby, Histoire de la vie privée : codirection avec Antoine Prost du tome V De la Première Guerre mondiale à nos jours, collection Univers historique, Le Seuil, 1987  (ISBN 978-2-02-009679-9), réédition en poche Points Histoire, 1999  (ISBN 978-2-02-037646-4)
- L’histoire de l’homme racontée par un chat, Quai Voltaire, 1992  (ISBN 2-8765-3113-5)
- La Prunelle de Dürer, Descartes & Cie, 1997  (ISBN 978-2-91030-151-4)[13]

## Archives
- Inventaire du fonds d'archives de Gérard Vincent conservé à La Contemporaine.